# The March of the Women
«The March of the Women» (traducido como La marcha de las mujeres) fue una canción compuesta por Ethel Smyth en 1910, con letra de Cicely Hamilton. Devino en el himno oficial de Unión Social y Política de las Mujeres (WSPU) y más ampliamente en el himno del movimiento sufragista en el Reino Unido y en otros lugares del mundo. Las activistas lo cantaban no solo en los mítines sino también en prisión, cuando realizaban huelgas de hambre. Smyth produjo numerosos arreglos del trabajo.

## Composición
Ethel Smyth compuso la canción en 1910, como un unísono con acompañamiento de piano opcional, con letra de Cicely Hamilton. Smyth basó la melodía en una tonada tradicional que había escuchado en Abruzzo, Italia. Dedicó la canción al WSPU. En enero de 1911, el diario del WSPU, Votos para las Mujeres, describió la canción como "simultáneamente un himno y una llamada para la batalla".

## Representaciones

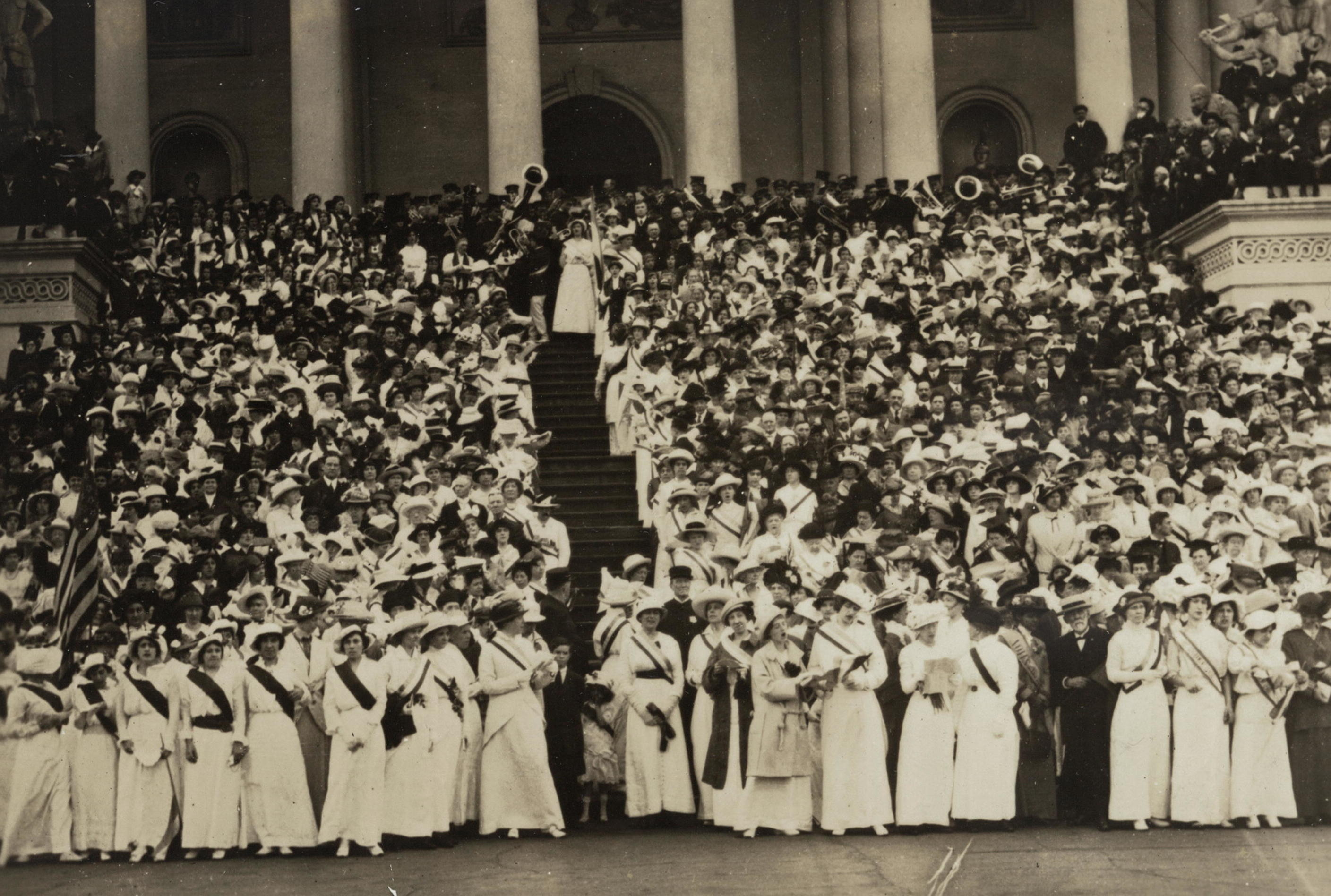
Las peticionarias de la Unión de Congresistas para el Sufragio de las Mujeres en las escalinatas del Capitolio de los Estados Unidos, 9 de mayo de 1914. Las mujeres de la primera línea están cantando "La Marcha de las Mujeres".

Fue cantada por primera vez el 21 de enero de 1911, por el Coro del Sufragio, en una ceremonia celebrada en el Centro Comercial Pall, de Londres. El motivo de la celebración era una liberación de activistas de prisión. Emmeline Pankhurst introdujo la canción como el  himno oficial del WSPU, reemplazando a "La Marsellesa de las Mujeres". Esta canción fue creada por la activista Florence Macaulay, y consistía en una letra que encuadraba con la melodía de La Marsellesa.
El 23 de marzo de 1911 la canción fue representada en un mitin en la Sala Albert Real. Smyth fue dirigida por Emmeline Pankhurst, quien sostenía una batuta y condujo al conjunto entero de mujeres para cantarlo. Smyth era una activa promotora de la canción entre todas las afiliadas al WSPU. Esta canción, devino en el himno del movimiento sufragista de las mujeres en todo el Reino Unido.
Una famosa representación tuvo lugar en 1912, en la prisión Holloway, después de que muchas activistas fueran encarceladas a raíz de una campaña de rotura de ventanas. La participación de Smyth en esta protesta implicó romper la ventana de Lewis Harcourt, el Secretario de Estado para las Colonias. El director Thomas Beecham visitó a Smyth en la prisión e informó que encontró a las activistas en el patio "...marchando en ronda y cantando lujuriosamente su canto de guerra, mientas la compositora las miraba desde una ventana superior radiante de aprobación, dirigiendo el coro con un cepillo de dientes"  
Estando encarcelada durante abril de 1913, Emmeline Pankhurst comenzó una huelga de hambre qué no esperaba sobrevivir. Le dijo a Smyth que por la noche cantaría débilmente «The March of the Women» y otra canción compuesta por Smyth, «El amanecer de Laggard».

## Arreglos

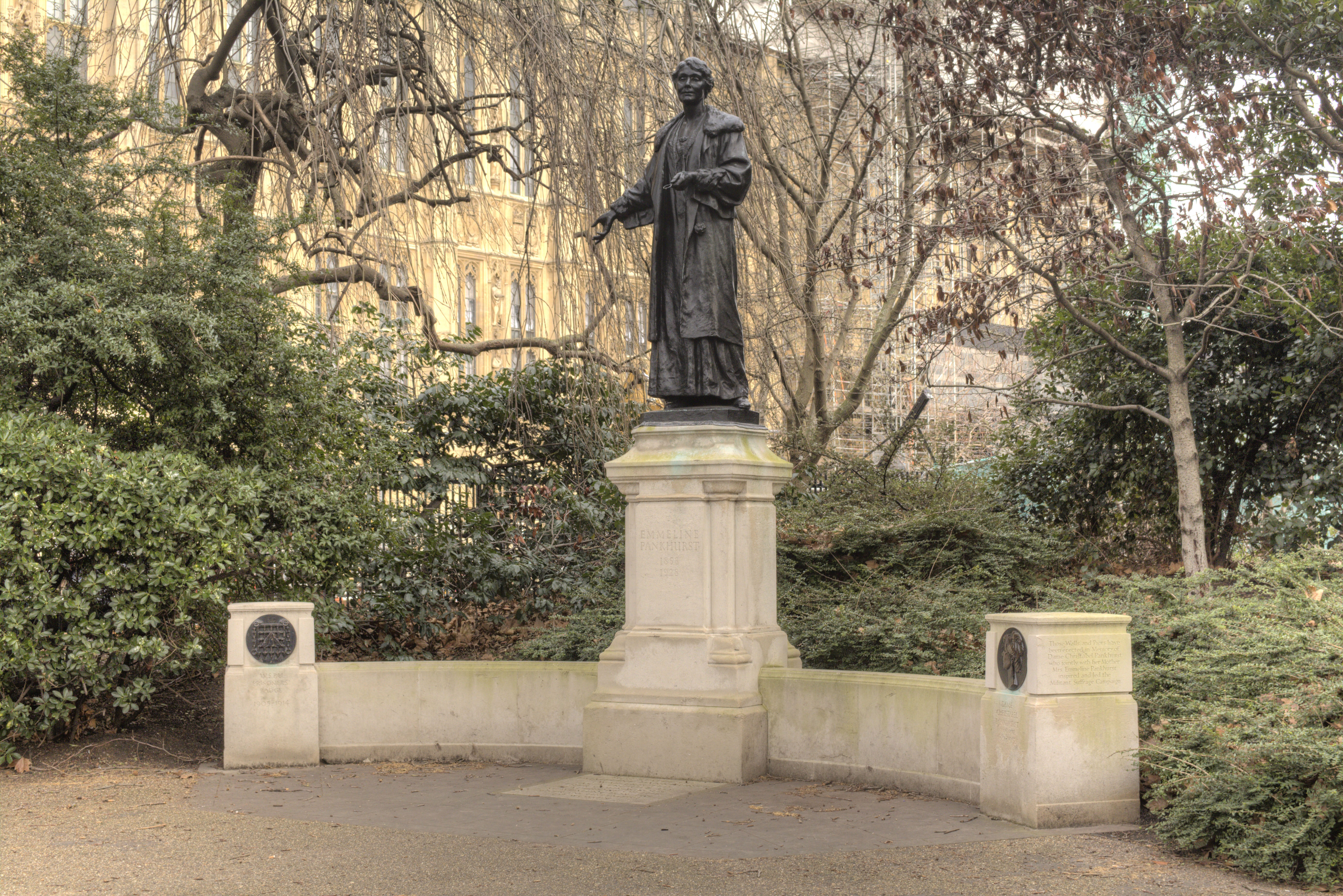
La estatua de Emmeline Pankhurst, llamada ahora Memorial Pankhurst, fue inaugurada en 1930, mientras Smyth conducía "La Marcha de las Mujeres"

Smyth realizó arreglos a la melodía en varias ocasiones. Una versión para coro y orquesta opcional estuvo incluido en Canciones del Amanecer, una colección de tres canciones premiada el 1 de abril de 1911 en la sala de la Reina, Londres. Las otras dos canciones de la colección eran «El amanecer de Laggard» y «1910». Un arreglo de «The March of the Women» para solo de piano apareció en 1914 en el libro de King Albert, una publicación para juntar fondos de ayuda humanitaria para Bélgica. El 6 de marzo de 1930, Smyth condujo una versión de «The March of the Women» para banda militar, en la ocasión del descubriendo de una estatua a en memoria de Emmeline Pankhurst en los Jardines de Torre de la Victoria. La ceremonia fue presidida por Stanley Baldwin, y la presentación la realizó la banda de la Policía Metropolitana.
La melodía de «The March of the Women» también aparece en la obertura de la ópera de Smyth, el compañero del Contramaestre.